# Avenue de la Porte-Molitor
L'avenue de la Porte-Molitor est une voie du 16e arrondissement de Paris, en France.

## Situation et accès
L'avenue de la Porte-Molitor est une voie située dans le 16e arrondissement de Paris. Elle débute au 24, avenue du Général-Sarrail et boulevard d'Auteuil et se termine rue Nungesser-et-Coli, qui marque la limite avec Boulogne-Billancourt. Elle se poursuit avec la rue du Château, dont elle était un ancien tronçon.

## Origine du nom
Elle porte ce nom car elle est située en partie sur l'emplacement de l'ancienne porte Molitor de l'enceinte de Thiers à laquelle elle mène.

## Historique
La voie a été créée en 1926 à l'emplacement de la rue du Château à Boulogne-Billancourt, qui a été annexée par la ville de Paris en 1925.

## Bâtiments remarquables et lieux de mémoire
- Un monument réalisé par Tony Garnier et Alexandre Maspoli (1934) rend hommage à Frantz Reichel, au croisement de l'avenue du Général-Sarrail et de l'avenue de la Porte-Molitor[2].

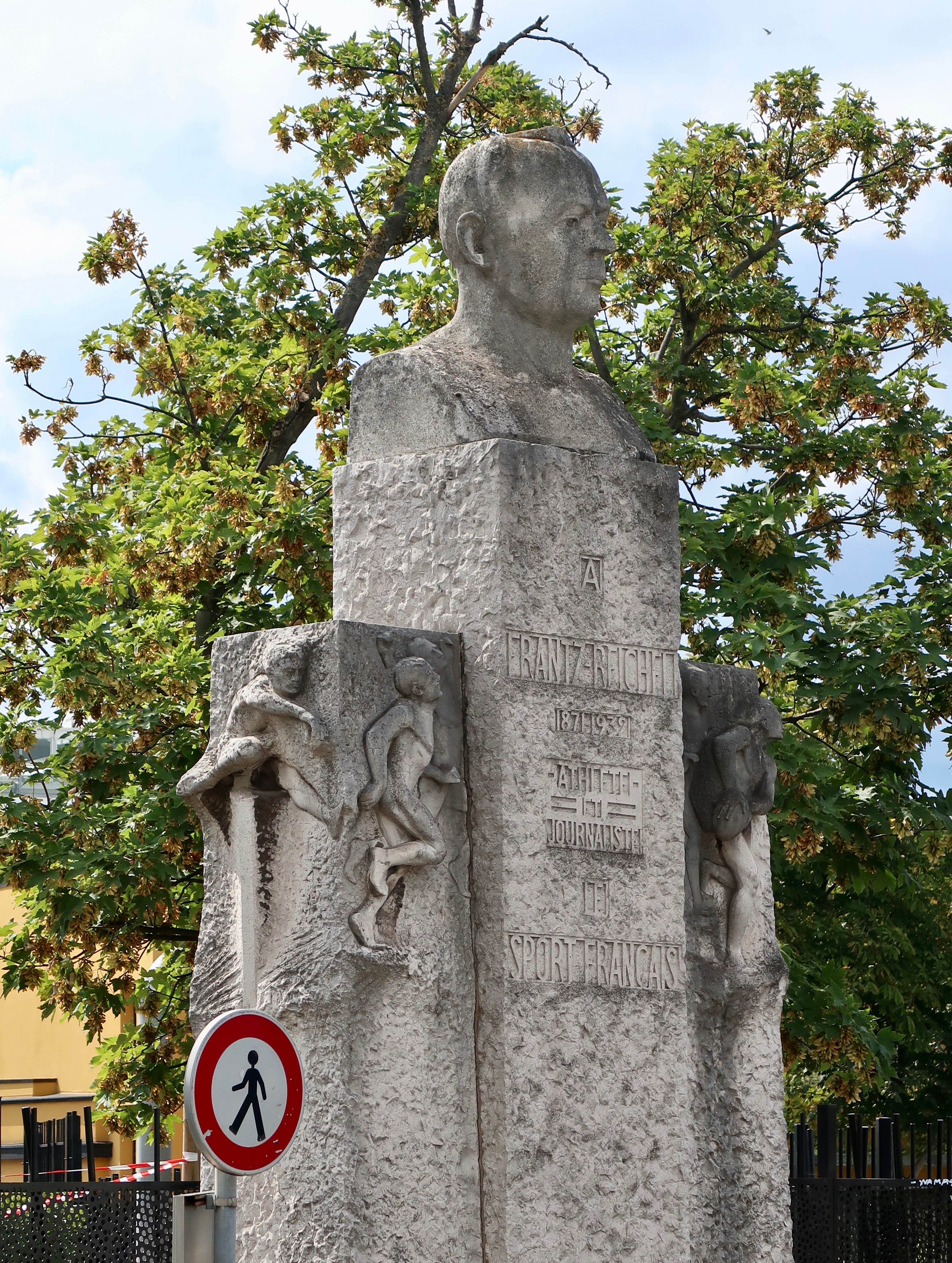